# Claus-Casimir van Oranje-Nassau van Amsberg
Claus-Casimir Bernhard Marius Max graaf van Oranje-Nassau, jonkheer van Amsberg (Den Haag, 21 maart 2004), is het tweede kind uit het huwelijk van prins Constantijn der Nederlanden en Laurentien Brinkhorst. Hij is het derde kleinkind en de enige kleinzoon van prinses Beatrix der Nederlanden en zesde in de lijn van troonopvolging. Hij is de enige mannelijke telg van zijn generatie van het geslacht Van Oranje-Nassau van Amsberg.

## Geboorte
Claus-Casimir werd geboren op 21 maart 2004, om 0.37 uur in ziekenhuis Bronovo te Den Haag, een dag nadat zijn overgrootmoeder prinses Juliana der Nederlanden overleed. Twee dagen later deed zijn vader aangifte in het oude stadhuis van Den Haag.

## Doop
Op 10 oktober 2004 werd Claus-Casimir in Paleis Het Loo te Apeldoorn gedoopt. Zijn peetouders zijn koning Willem-Alexander (toen nog kroonprins), prins Maurits van Oranje-Nassau, Van Vollenhoven, Ed Spanjaard en Tatjana gravin Razumovsky von Wigstein.

## Opleiding
Tot zijn elfde zat Claus in Brussel op school, omdat zijn vader daar werkte. Hij zat daar op École Catteau-Aurore. Toen hij naar Den Haag verhuisde, bezocht hij tot zijn 16e het Vrijzinnig Christelijk Lyceum (VCL) in Den Haag. In 2020, zette hij zijn middelbareschoolopleiding voort aan de prestigieuze kostschool Gordonstoun in Schotland, waar in het verleden ook Philip Mountbatten, de toenmalige Prins Charles en de kinderen van prinses Anne hun middelbareschooltijd hebben doorgebracht. Op zijn 18e slaagde hij op Gordonstoun voor zijn A-level examen en ontving hij zijn diploma. Op zijn diploma behaalde hij de cijfers AAA. In 2022 verhuisde hij naar de Franse hoofdstad Parijs, om daar een management-opleiding te volgen bij ESCP Business School.

## Ondernemerschap
Claus is ondernemend. Zijn zus, Eloise van Oranje-Nassau van Amsberg, maakte openbaar dat hij zijn eigen sneaker-webshop zou runnen. Daarnaast heeft hij samen met wat schoolvrienden de Young Enterprise Scotland-prijs gewonnen, terwijl hij op Gordonstoun zat. Later zette hij ook nog met partners een besloten venootschap op; OSOC B.V. Onder dit holding-bedrijf richten zij onder andere een ander sneaker-bedrijf op; MySneakers. Hij heeft ook nog een ander project, namelijk een social media marketing bureau, genaamd Orange Media.

## Namen
- Claus verwijst naar zijn grootvader prins Claus.
- Casimir verwijst naar drie Friese stadhouders.
- Bernhard verwijst naar zijn overgrootvader prins Bernhard.
- Marius verwijst naar de broer van prinses Laurentien.
- Max verwijst naar Max Kohnstamm, peetoom van prins Constantijn.

- Hij werd in familiekring Clausimir genoemd. Later werd hij aangeduid als Claus. In tegenstelling tot zijn vader is hij geen prins, maar kreeg hij de titel van graaf. Bij het huwelijk van zijn ouders werd besloten om hun nazaten geen prinsentitel te geven.[4][5]

## Kwartierstaat
| Wilhelm Carl Friedrich von Amsberg (1856-1929) | Wilhelm Carl Friedrich von Amsberg (1856-1929) | Wilhelm Carl Friedrich von Amsberg (1856-1929)    | Wilhelm Carl Friedrich von Amsberg (1856-1929)    | Wilhelm Carl Friedrich von Amsberg (1856-1929)    | Wilhelm Carl Friedrich von Amsberg (1856-1929)    |                                                   |                                                   | Georg von dem Bussche Haddenhausen (1869-1923) | Georg von dem Bussche Haddenhausen (1869-1923) | Georg von dem Bussche Haddenhausen (1869-1923)               | Georg von dem Bussche Haddenhausen (1869-1923)               | Georg von dem Bussche Haddenhausen (1869-1923)               | Georg von dem Bussche Haddenhausen (1869-1923)               |                                                              |                                                              | Bernhard zur Lippe (1872-1934) | Bernhard zur Lippe (1872-1934) | Bernhard zur Lippe (1872-1934)            | Bernhard zur Lippe (1872-1934)            | Bernhard zur Lippe (1872-1934)            | Bernhard zur Lippe (1872-1934)            |                                           |                                           | Heinrich zu Mecklenburg-Schwerin (1876-1934) | Heinrich zu Mecklenburg-Schwerin (1876-1934) | Heinrich zu Mecklenburg-Schwerin (1876-1934) | Heinrich zu Mecklenburg-Schwerin (1876-1934) | Heinrich zu Mecklenburg-Schwerin (1876-1934) | Heinrich zu Mecklenburg-Schwerin (1876-1934) |                                          |                                          | Jan Hendrik Brinkhorst (1866-1925)    | Jan Hendrik Brinkhorst (1866-1925)    | Jan Hendrik Brinkhorst (1866-1925)    | Jan Hendrik Brinkhorst (1866-1925)    | Jan Hendrik Brinkhorst (1866-1925)    | Jan Hendrik Brinkhorst (1866-1925)    |                                    |                                    | Laurens Antonie Frederik Hoolboom (1867-1945)      | Laurens Antonie Frederik Hoolboom (1867-1945)      | Laurens Antonie Frederik Hoolboom (1867-1945)      | Laurens Antonie Frederik Hoolboom (1867-1945)      | Laurens Antonie Frederik Hoolboom (1867-1945)      | Laurens Antonie Frederik Hoolboom (1867-1945)      |                                                   |                                                   | Anne Heringa (1874-1924)    | Anne Heringa (1874-1924)    | Anne Heringa (1874-1924)            | Anne Heringa (1874-1924)            | Anne Heringa (1874-1924)            | Anne Heringa (1874-1924)            |                                     |                                     | Peter Johannes Roskam (1869-1957)     | Peter Johannes Roskam (1869-1957)     | Peter Johannes Roskam (1869-1957)     | Peter Johannes Roskam (1869-1957)     | Peter Johannes Roskam (1869-1957)     | Peter Johannes Roskam (1869-1957)     |                              |                              |  |  |  |  |  |  |  |  |  |  |  |  |  |  |  |  |  |  |  |  |  |  |  |  |  |  |  |  |  |  |  |  |  |  |  |  |  |  |  |  |  |  |  |  |  |  |
| Wilhelm Carl Friedrich von Amsberg (1856-1929) | Wilhelm Carl Friedrich von Amsberg (1856-1929) | Wilhelm Carl Friedrich von Amsberg (1856-1929)    | Wilhelm Carl Friedrich von Amsberg (1856-1929)    | Wilhelm Carl Friedrich von Amsberg (1856-1929)    | Wilhelm Carl Friedrich von Amsberg (1856-1929)    |                                                   |                                                   | Georg von dem Bussche Haddenhausen (1869-1923) | Georg von dem Bussche Haddenhausen (1869-1923) | Georg von dem Bussche Haddenhausen (1869-1923)               | Georg von dem Bussche Haddenhausen (1869-1923)               | Georg von dem Bussche Haddenhausen (1869-1923)               | Georg von dem Bussche Haddenhausen (1869-1923)               |                                                              |                                                              | Bernhard zur Lippe (1872-1934) | Bernhard zur Lippe (1872-1934) | Bernhard zur Lippe (1872-1934)            | Bernhard zur Lippe (1872-1934)            | Bernhard zur Lippe (1872-1934)            | Bernhard zur Lippe (1872-1934)            |                                           |                                           | Heinrich zu Mecklenburg-Schwerin (1876-1934) | Heinrich zu Mecklenburg-Schwerin (1876-1934) | Heinrich zu Mecklenburg-Schwerin (1876-1934) | Heinrich zu Mecklenburg-Schwerin (1876-1934) | Heinrich zu Mecklenburg-Schwerin (1876-1934) | Heinrich zu Mecklenburg-Schwerin (1876-1934) |                                          |                                          | Jan Hendrik Brinkhorst (1866-1925)    | Jan Hendrik Brinkhorst (1866-1925)    | Jan Hendrik Brinkhorst (1866-1925)    | Jan Hendrik Brinkhorst (1866-1925)    | Jan Hendrik Brinkhorst (1866-1925)    | Jan Hendrik Brinkhorst (1866-1925)    |                                    |                                    | Laurens Antonie Frederik Hoolboom (1867-1945)      | Laurens Antonie Frederik Hoolboom (1867-1945)      | Laurens Antonie Frederik Hoolboom (1867-1945)      | Laurens Antonie Frederik Hoolboom (1867-1945)      | Laurens Antonie Frederik Hoolboom (1867-1945)      | Laurens Antonie Frederik Hoolboom (1867-1945)      |                                                   |                                                   | Anne Heringa (1874-1924)    | Anne Heringa (1874-1924)    | Anne Heringa (1874-1924)            | Anne Heringa (1874-1924)            | Anne Heringa (1874-1924)            | Anne Heringa (1874-1924)            |                                     |                                     | Peter Johannes Roskam (1869-1957)     | Peter Johannes Roskam (1869-1957)     | Peter Johannes Roskam (1869-1957)     | Peter Johannes Roskam (1869-1957)     | Peter Johannes Roskam (1869-1957)     | Peter Johannes Roskam (1869-1957)     |                              |                              |  |  |  |  |  |  |  |  |  |  |  |  |  |  |  |  |  |  |  |  |  |  |  |  |  |  |  |  |  |  |  |  |  |  |  |  |  |  |  |  |  |  |  |  |  |  |
|                                                |                                                | Elise Hedwig Alexandrine von Vieregge (1866-1951) | Elise Hedwig Alexandrine von Vieregge (1866-1951) | Elise Hedwig Alexandrine von Vieregge (1866-1951) | Elise Hedwig Alexandrine von Vieregge (1866-1951) | Elise Hedwig Alexandrine von Vieregge (1866-1951) | Elise Hedwig Alexandrine von Vieregge (1866-1951) |                                                |                                                | Gabriëlle Marie Amalie von dem Bussche Ippenburg (1877-1970) | Gabriëlle Marie Amalie von dem Bussche Ippenburg (1877-1970) | Gabriëlle Marie Amalie von dem Bussche Ippenburg (1877-1970) | Gabriëlle Marie Amalie von dem Bussche Ippenburg (1877-1970) | Gabriëlle Marie Amalie von dem Bussche Ippenburg (1877-1970) | Gabriëlle Marie Amalie von dem Bussche Ippenburg (1877-1970) |                                |                                | Armgard von Sierstorpff-Cramm (1883-1971) | Armgard von Sierstorpff-Cramm (1883-1971) | Armgard von Sierstorpff-Cramm (1883-1971) | Armgard von Sierstorpff-Cramm (1883-1971) | Armgard von Sierstorpff-Cramm (1883-1971) | Armgard von Sierstorpff-Cramm (1883-1971) |                                              |                                              | Wilhelmina van Oranje-Nassau (1880-1962)     | Wilhelmina van Oranje-Nassau (1880-1962)     | Wilhelmina van Oranje-Nassau (1880-1962)     | Wilhelmina van Oranje-Nassau (1880-1962)     | Wilhelmina van Oranje-Nassau (1880-1962) | Wilhelmina van Oranje-Nassau (1880-1962) |                                       |                                       | Maria Jacoba Steenbeek (1864-1925)    | Maria Jacoba Steenbeek (1864-1925)    | Maria Jacoba Steenbeek (1864-1925)    | Maria Jacoba Steenbeek (1864-1925)    | Maria Jacoba Steenbeek (1864-1925) | Maria Jacoba Steenbeek (1864-1925) |                                                    |                                                    | Gertrude Clémence Emilie Eugénie Hofman 1875-1968  | Gertrude Clémence Emilie Eugénie Hofman 1875-1968  | Gertrude Clémence Emilie Eugénie Hofman 1875-1968  | Gertrude Clémence Emilie Eugénie Hofman 1875-1968  | Gertrude Clémence Emilie Eugénie Hofman 1875-1968 | Gertrude Clémence Emilie Eugénie Hofman 1875-1968 |                             |                             | Rensje Hermina Posthuma (1876-1971) | Rensje Hermina Posthuma (1876-1971) | Rensje Hermina Posthuma (1876-1971) | Rensje Hermina Posthuma (1876-1971) | Rensje Hermina Posthuma (1876-1971) | Rensje Hermina Posthuma (1876-1971) |                                       |                                       | Catharina Troste (1878-1962)          | Catharina Troste (1878-1962)          | Catharina Troste (1878-1962)          | Catharina Troste (1878-1962)          | Catharina Troste (1878-1962) | Catharina Troste (1878-1962) |  |  |  |  |  |  |  |  |  |  |  |  |  |  |  |  |  |  |  |  |  |  |  |  |  |  |  |  |  |  |  |  |  |  |  |  |  |  |  |  |  |  |  |  |  |  |
|                                                |                                                | Elise Hedwig Alexandrine von Vieregge (1866-1951) | Elise Hedwig Alexandrine von Vieregge (1866-1951) | Elise Hedwig Alexandrine von Vieregge (1866-1951) | Elise Hedwig Alexandrine von Vieregge (1866-1951) | Elise Hedwig Alexandrine von Vieregge (1866-1951) | Elise Hedwig Alexandrine von Vieregge (1866-1951) |                                                |                                                | Gabriëlle Marie Amalie von dem Bussche Ippenburg (1877-1970) | Gabriëlle Marie Amalie von dem Bussche Ippenburg (1877-1970) | Gabriëlle Marie Amalie von dem Bussche Ippenburg (1877-1970) | Gabriëlle Marie Amalie von dem Bussche Ippenburg (1877-1970) | Gabriëlle Marie Amalie von dem Bussche Ippenburg (1877-1970) | Gabriëlle Marie Amalie von dem Bussche Ippenburg (1877-1970) |                                |                                | Armgard von Sierstorpff-Cramm (1883-1971) | Armgard von Sierstorpff-Cramm (1883-1971) | Armgard von Sierstorpff-Cramm (1883-1971) | Armgard von Sierstorpff-Cramm (1883-1971) | Armgard von Sierstorpff-Cramm (1883-1971) | Armgard von Sierstorpff-Cramm (1883-1971) |                                              |                                              | Wilhelmina van Oranje-Nassau (1880-1962)     | Wilhelmina van Oranje-Nassau (1880-1962)     | Wilhelmina van Oranje-Nassau (1880-1962)     | Wilhelmina van Oranje-Nassau (1880-1962)     | Wilhelmina van Oranje-Nassau (1880-1962) | Wilhelmina van Oranje-Nassau (1880-1962) |                                       |                                       | Maria Jacoba Steenbeek (1864-1925)    | Maria Jacoba Steenbeek (1864-1925)    | Maria Jacoba Steenbeek (1864-1925)    | Maria Jacoba Steenbeek (1864-1925)    | Maria Jacoba Steenbeek (1864-1925) | Maria Jacoba Steenbeek (1864-1925) |                                                    |                                                    | Gertrude Clémence Emilie Eugénie Hofman 1875-1968  | Gertrude Clémence Emilie Eugénie Hofman 1875-1968  | Gertrude Clémence Emilie Eugénie Hofman 1875-1968  | Gertrude Clémence Emilie Eugénie Hofman 1875-1968  | Gertrude Clémence Emilie Eugénie Hofman 1875-1968 | Gertrude Clémence Emilie Eugénie Hofman 1875-1968 |                             |                             | Rensje Hermina Posthuma (1876-1971) | Rensje Hermina Posthuma (1876-1971) | Rensje Hermina Posthuma (1876-1971) | Rensje Hermina Posthuma (1876-1971) | Rensje Hermina Posthuma (1876-1971) | Rensje Hermina Posthuma (1876-1971) |                                       |                                       | Catharina Troste (1878-1962)          | Catharina Troste (1878-1962)          | Catharina Troste (1878-1962)          | Catharina Troste (1878-1962)          | Catharina Troste (1878-1962) | Catharina Troste (1878-1962) |  |  |  |  |  |  |  |  |  |  |  |  |  |  |  |  |  |  |  |  |  |  |  |  |  |  |  |  |  |  |  |  |  |  |  |  |  |  |  |  |  |  |  |  |  |  |
| Claus Felix von Amsberg (1890-1953)            | Claus Felix von Amsberg (1890-1953)            | Claus Felix von Amsberg (1890-1953)               | Claus Felix von Amsberg (1890-1953)               | Claus Felix von Amsberg (1890-1953)               | Claus Felix von Amsberg (1890-1953)               |                                                   |                                                   | Gosta von dem Bussche-Haddenhausen (1902-1996) | Gosta von dem Bussche-Haddenhausen (1902-1996) | Gosta von dem Bussche-Haddenhausen (1902-1996)               | Gosta von dem Bussche-Haddenhausen (1902-1996)               | Gosta von dem Bussche-Haddenhausen (1902-1996)               | Gosta von dem Bussche-Haddenhausen (1902-1996)               |                                                              |                                                              | Bernhard (1911-2004)           | Bernhard (1911-2004)           | Bernhard (1911-2004)                      | Bernhard (1911-2004)                      | Bernhard (1911-2004)                      | Bernhard (1911-2004)                      |                                           |                                           | Juliana (1909-2004)                          | Juliana (1909-2004)                          | Juliana (1909-2004)                          | Juliana (1909-2004)                          | Juliana (1909-2004)                          | Juliana (1909-2004)                          |                                          |                                          | Marius Jacobus Brinkhorst (1902-1943) | Marius Jacobus Brinkhorst (1902-1943) | Marius Jacobus Brinkhorst (1902-1943) | Marius Jacobus Brinkhorst (1902-1943) | Marius Jacobus Brinkhorst (1902-1943) | Marius Jacobus Brinkhorst (1902-1943) |                                    |                                    | Françoise Laurence Wilhelmina Hoolboom (1901-1981) | Françoise Laurence Wilhelmina Hoolboom (1901-1981) | Françoise Laurence Wilhelmina Hoolboom (1901-1981) | Françoise Laurence Wilhelmina Hoolboom (1901-1981) | Françoise Laurence Wilhelmina Hoolboom (1901-1981) | Françoise Laurence Wilhelmina Hoolboom (1901-1981) |                                                   |                                                   | Ewardus Heringa (1904-1988) | Ewardus Heringa (1904-1988) | Ewardus Heringa (1904-1988)         | Ewardus Heringa (1904-1988)         | Ewardus Heringa (1904-1988)         | Ewardus Heringa (1904-1988)         |                                     |                                     | Petronella Johanna Roskam (1905-1991) | Petronella Johanna Roskam (1905-1991) | Petronella Johanna Roskam (1905-1991) | Petronella Johanna Roskam (1905-1991) | Petronella Johanna Roskam (1905-1991) | Petronella Johanna Roskam (1905-1991) |                              |                              |  |  |  |  |  |  |  |  |  |  |  |  |  |  |  |  |  |  |  |  |  |  |  |  |  |  |  |  |  |  |  |  |  |  |  |  |  |  |  |  |  |  |  |  |  |  |
| Claus Felix von Amsberg (1890-1953)            | Claus Felix von Amsberg (1890-1953)            | Claus Felix von Amsberg (1890-1953)               | Claus Felix von Amsberg (1890-1953)               | Claus Felix von Amsberg (1890-1953)               | Claus Felix von Amsberg (1890-1953)               |                                                   |                                                   | Gosta von dem Bussche-Haddenhausen (1902-1996) | Gosta von dem Bussche-Haddenhausen (1902-1996) | Gosta von dem Bussche-Haddenhausen (1902-1996)               | Gosta von dem Bussche-Haddenhausen (1902-1996)               | Gosta von dem Bussche-Haddenhausen (1902-1996)               | Gosta von dem Bussche-Haddenhausen (1902-1996)               |                                                              |                                                              | Bernhard (1911-2004)           | Bernhard (1911-2004)           | Bernhard (1911-2004)                      | Bernhard (1911-2004)                      | Bernhard (1911-2004)                      | Bernhard (1911-2004)                      |                                           |                                           | Juliana (1909-2004)                          | Juliana (1909-2004)                          | Juliana (1909-2004)                          | Juliana (1909-2004)                          | Juliana (1909-2004)                          | Juliana (1909-2004)                          |                                          |                                          | Marius Jacobus Brinkhorst (1902-1943) | Marius Jacobus Brinkhorst (1902-1943) | Marius Jacobus Brinkhorst (1902-1943) | Marius Jacobus Brinkhorst (1902-1943) | Marius Jacobus Brinkhorst (1902-1943) | Marius Jacobus Brinkhorst (1902-1943) |                                    |                                    | Françoise Laurence Wilhelmina Hoolboom (1901-1981) | Françoise Laurence Wilhelmina Hoolboom (1901-1981) | Françoise Laurence Wilhelmina Hoolboom (1901-1981) | Françoise Laurence Wilhelmina Hoolboom (1901-1981) | Françoise Laurence Wilhelmina Hoolboom (1901-1981) | Françoise Laurence Wilhelmina Hoolboom (1901-1981) |                                                   |                                                   | Ewardus Heringa (1904-1988) | Ewardus Heringa (1904-1988) | Ewardus Heringa (1904-1988)         | Ewardus Heringa (1904-1988)         | Ewardus Heringa (1904-1988)         | Ewardus Heringa (1904-1988)         |                                     |                                     | Petronella Johanna Roskam (1905-1991) | Petronella Johanna Roskam (1905-1991) | Petronella Johanna Roskam (1905-1991) | Petronella Johanna Roskam (1905-1991) | Petronella Johanna Roskam (1905-1991) | Petronella Johanna Roskam (1905-1991) |                              |                              |  |  |  |  |  |  |  |  |  |  |  |  |  |  |  |  |  |  |  |  |  |  |  |  |  |  |  |  |  |  |  |  |  |  |  |  |  |  |  |  |  |  |  |  |  |  |
|                                                |                                                |                                                   |                                                   |                                                   |                                                   |                                                   |                                                   |                                                |                                                |                                                              |                                                              |                                                              |                                                              |                                                              |                                                              |                                |                                |                                           |                                           |                                           |                                           |                                           |                                           |                                              |                                              |                                              |                                              |                                              |                                              |                                          |                                          |                                       |                                       |                                       |                                       |                                       |                                       |                                    |                                    |                                                    |                                                    |                                                    |                                                    |                                                    |                                                    |                                                   |                                                   |                             |                             |                                     |                                     |                                     |                                     |                                     |                                     |                                       |                                       |                                       |                                       |                                       |                                       |                              |                              |  |  |  |  |  |  |  |  |  |  |  |  |  |  |  |  |  |  |  |  |  |  |  |  |  |  |  |  |  |  |  |  |  |  |  |  |  |  |  |  |  |  |  |  |  |  |
|                                                |                                                |                                                   |                                                   |                                                   |                                                   | Claus van Amsberg (1926-2002)                     | Claus van Amsberg (1926-2002)                     | Claus van Amsberg (1926-2002)                  | Claus van Amsberg (1926-2002)                  | Claus van Amsberg (1926-2002)                                | Claus van Amsberg (1926-2002)                                |                                                              |                                                              |                                                              |                                                              |                                |                                | Beatrix (1938)                            | Beatrix (1938)                            | Beatrix (1938)                            | Beatrix (1938)                            | Beatrix (1938)                            | Beatrix (1938)                            |                                              |                                              |                                              |                                              |                                              |                                              |                                          |                                          |                                       |                                       |                                       |                                       |                                       |                                       | Laurens Jan Brinkhorst (1937)      | Laurens Jan Brinkhorst (1937)      | Laurens Jan Brinkhorst (1937)                      | Laurens Jan Brinkhorst (1937)                      | Laurens Jan Brinkhorst (1937)                      | Laurens Jan Brinkhorst (1937)                      |                                                    |                                                    |                                                   |                                                   |                             |                             | Jantien Heringa                     | Jantien Heringa                     | Jantien Heringa                     | Jantien Heringa                     | Jantien Heringa                     | Jantien Heringa                     |                                       |                                       |                                       |                                       |                                       |                                       |                              |                              |  |  |  |  |  |  |  |  |  |  |  |  |  |  |  |  |  |  |  |  |  |  |  |  |  |  |  |  |  |  |  |  |  |  |  |  |  |  |  |  |  |  |  |  |  |  |
|                                                |                                                |                                                   |                                                   |                                                   |                                                   | Claus van Amsberg (1926-2002)                     | Claus van Amsberg (1926-2002)                     | Claus van Amsberg (1926-2002)                  | Claus van Amsberg (1926-2002)                  | Claus van Amsberg (1926-2002)                                | Claus van Amsberg (1926-2002)                                |                                                              |                                                              |                                                              |                                                              |                                |                                | Beatrix (1938)                            | Beatrix (1938)                            | Beatrix (1938)                            | Beatrix (1938)                            | Beatrix (1938)                            | Beatrix (1938)                            |                                              |                                              |                                              |                                              |                                              |                                              |                                          |                                          |                                       |                                       |                                       |                                       |                                       |                                       | Laurens Jan Brinkhorst (1937)      | Laurens Jan Brinkhorst (1937)      | Laurens Jan Brinkhorst (1937)                      | Laurens Jan Brinkhorst (1937)                      | Laurens Jan Brinkhorst (1937)                      | Laurens Jan Brinkhorst (1937)                      |                                                    |                                                    |                                                   |                                                   |                             |                             | Jantien Heringa                     | Jantien Heringa                     | Jantien Heringa                     | Jantien Heringa                     | Jantien Heringa                     | Jantien Heringa                     |                                       |                                       |                                       |                                       |                                       |                                       |                              |                              |  |  |  |  |  |  |  |  |  |  |  |  |  |  |  |  |  |  |  |  |  |  |  |  |  |  |  |  |  |  |  |  |  |  |  |  |  |  |  |  |  |  |  |  |  |  |
|                                                |                                                |                                                   |                                                   |                                                   |                                                   |                                                   |                                                   |                                                |                                                |                                                              |                                                              |                                                              |                                                              |                                                              |                                                              |                                |                                |                                           |                                           |                                           |                                           |                                           |                                           |                                              |                                              |                                              |                                              |                                              |                                              |                                          |                                          |                                       |                                       |                                       |                                       |                                       |                                       |                                    |                                    |                                                    |                                                    |                                                    |                                                    |                                                    |                                                    |                                                   |                                                   |                             |                             |                                     |                                     |                                     |                                     |                                     |                                     |                                       |                                       |                                       |                                       |                                       |                                       |                              |                              |  |  |  |  |  |  |  |  |  |  |  |  |  |  |  |  |  |  |  |  |  |  |  |  |  |  |  |  |  |  |  |  |  |  |  |  |  |  |  |  |  |  |  |  |  |  |
|                                                |                                                |                                                   |                                                   |                                                   |                                                   |                                                   |                                                   |                                                |                                                |                                                              |                                                              |                                                              |                                                              |                                                              |                                                              | Constantijn (1969)             | Constantijn (1969)             | Constantijn (1969)                        | Constantijn (1969)                        | Constantijn (1969)                        | Constantijn (1969)                        |                                           |                                           |                                              |                                              |                                              |                                              |                                              |                                              |                                          |                                          |                                       |                                       |                                       |                                       |                                       |                                       |                                    |                                    | Laurentien Brinkhorst (1966)                       | Laurentien Brinkhorst (1966)                       | Laurentien Brinkhorst (1966)                       | Laurentien Brinkhorst (1966)                       | Laurentien Brinkhorst (1966)                       | Laurentien Brinkhorst (1966)                       |                                                   |                                                   |                             |                             |                                     |                                     |                                     |                                     |                                     |                                     |                                       |                                       |                                       |                                       |                                       |                                       |                              |                              |  |  |  |  |  |  |  |  |  |  |  |  |  |  |  |  |  |  |  |  |  |  |  |  |  |  |  |  |  |  |  |  |  |  |  |  |  |  |  |  |  |  |  |  |  |  |
|                                                |                                                |                                                   |                                                   |                                                   |                                                   |                                                   |                                                   |                                                |                                                |                                                              |                                                              |                                                              |                                                              |                                                              |                                                              | Constantijn (1969)             | Constantijn (1969)             | Constantijn (1969)                        | Constantijn (1969)                        | Constantijn (1969)                        | Constantijn (1969)                        |                                           |                                           |                                              |                                              |                                              |                                              |                                              |                                              |                                          |                                          |                                       |                                       |                                       |                                       |                                       |                                       |                                    |                                    | Laurentien Brinkhorst (1966)                       | Laurentien Brinkhorst (1966)                       | Laurentien Brinkhorst (1966)                       | Laurentien Brinkhorst (1966)                       | Laurentien Brinkhorst (1966)                       | Laurentien Brinkhorst (1966)                       |                                                   |                                                   |                             |                             |                                     |                                     |                                     |                                     |                                     |                                     |                                       |                                       |                                       |                                       |                                       |                                       |                              |                              |  |  |  |  |  |  |  |  |  |  |  |  |  |  |  |  |  |  |  |  |  |  |  |  |  |  |  |  |  |  |  |  |  |  |  |  |  |  |  |  |  |  |  |  |  |  |
|                                                |                                                |                                                   |                                                   |                                                   |                                                   |                                                   |                                                   |                                                |                                                |                                                              |                                                              |                                                              |                                                              |                                                              |                                                              |                                |                                |                                           |                                           |                                           |                                           |                                           |                                           |                                              |                                              |                                              |                                              |                                              |                                              |                                          |                                          |                                       |                                       |                                       |                                       |                                       |                                       |                                    |                                    |                                                    |                                                    |                                                    |                                                    |                                                    |                                                    |                                                   |                                                   |                             |                             |                                     |                                     |                                     |                                     |                                     |                                     |                                       |                                       |                                       |                                       |                                       |                                       |                              |                              |  |  |  |  |  |  |  |  |  |  |  |  |  |  |  |  |  |  |  |  |  |  |  |  |  |  |  |  |  |  |  |  |  |  |  |  |  |  |  |  |  |  |  |  |  |  |
|                                                |                                                |                                                   |                                                   |                                                   |                                                   |                                                   |                                                   |                                                |                                                |                                                              |                                                              |                                                              |                                                              |                                                              |                                                              |                                |                                |                                           |                                           |                                           |                                           |                                           |                                           |                                              |                                              |                                              |                                              |                                              |                                              |                                          |                                          |                                       |                                       |                                       |                                       |                                       |                                       |                                    |                                    |                                                    |                                                    |                                                    |                                                    |                                                    |                                                    |                                                   |                                                   |                             |                             |                                     |                                     |                                     |                                     |                                     |                                     |                                       |                                       |                                       |                                       |                                       |                                       |                              |                              |  |  |  |  |  |  |  |  |  |  |  |  |  |  |  |  |  |  |  |  |  |  |  |  |  |  |  |  |  |  |  |  |  |  |  |  |  |  |  |  |  |  |  |  |  |  |
|                                                |                                                |                                                   |                                                   |                                                   |                                                   |                                                   |                                                   |                                                |                                                |                                                              |                                                              |                                                              |                                                              |                                                              |                                                              |                                |                                | Eloise (2002)                             | Eloise (2002)                             | Eloise (2002)                             | Eloise (2002)                             | Eloise (2002)                             | Eloise (2002)                             |                                              |                                              |                                              |                                              | Claus-Casimir (2004)                         | Claus-Casimir (2004)                         | Claus-Casimir (2004)                     | Claus-Casimir (2004)                     | Claus-Casimir (2004)                  | Claus-Casimir (2004)                  |                                       |                                       |                                       |                                       | Leonore (2006)                     | Leonore (2006)                     | Leonore (2006)                                     | Leonore (2006)                                     | Leonore (2006)                                     | Leonore (2006)                                     |                                                    |                                                    |                                                   |                                                   |                             |                             |                                     |                                     |                                     |                                     |                                     |                                     |                                       |                                       |                                       |                                       |                                       |                                       |                              |                              |  |  |  |  |  |  |  |  |  |  |  |  |  |  |  |  |  |  |  |  |  |  |  |  |  |  |  |  |  |  |  |  |  |  |  |  |  |  |  |  |  |  |  |  |  |  |